# Palace Pier
Palace Pier (20 mars 2017- ) est un cheval de course britannique qui participe aux courses hippiques de plat. Propriété de Hamdane ben Mohammed Al Maktoum, il est entraîné par John Gosden et monté par Lanfranco Dettori. 

## Carrière de course

Casaque de Hamdane Al Maktoum

Élevé en Angleterre au haras de Highclere Stud, Palace Pier est acquis pour 600 000 Guinées aux ventes de yearling en octobre 2018. Il commence sa carrière à deux ans par deux victoires en autant de sorties sur l'hippodrome de Sandown. La pandémie de Covid-19 et la fermeture des champs de course remettent au mois de juin 2020 la rentrée du poulain en compétition. Après avoir manqué les classiques printaniers, il est dirigé avec succès vers un handicap à Newcastle avant de se présenter invaincu, deux semaines plus tard, directement dans un groupe 1, les St. James's Palace Stakes, où il est opposé à certains poulains ayant brillé lors des 2000 Guinées anglaises et irlandaises, notamment Pinatubo, crack à 2 ans mais seulement troisième à Newmarket. Malgré son manque d'expérience à ce niveau et son parcours très atypique, la visible confiance de son entourage lui vaut de s'élancer parmi les favoris et de fait il remporte l'épreuve, s'affirmant comme l'un des meilleurs sinon le meilleur miler de sa génération. 
Fort de ce statut, Palace Pier traverse la Manche à l'été pour s'aligner au départ d'un Prix Jacques Le Marois comme souvent très relevé, avec cinq lauréats de groupe 1 au départ sur sept partants, parmi lesquels celui qui passe alors pour le meilleur miler européen, Persian King. Mais il se montre à la hauteur de l'enjeu, s'imposant de trois quarts de longueurs devant la pouliche irlandaise Alpine Star,,. Toujours invaincu, il achève sa saison par une tentative dans les Queen Elizabeth II Stakes à Ascot mais il y connait la première déconvenue de sa carrière. Malheureux (il a perdu un fer durant la course) et moins dominateur qu'à l'accoutumée, il termine troisième. Ce qui ne l'empêche pas d'être distingué en fin d'année en tant que meilleur 3 ans européen, et de terminer dans le top 10 mondial des meilleurs chevaux de l'année selon la FIAH, avec son rating de 125 obtenu dans le Prix Jacques Le Marois. 
Encore préservé, Palace Pier reste à l'entraînement à 4 ans et effectue sa rentrée en 2021 dans le Sandown Mile, un groupe 2 dans lequel il ridiculise ses adversaires,, avant de renouer avec le niveau groupe 1 dans les Lockinge Stakes où, grand favori, il s'impose sans coup férir. Il enchaîne ensjuite dans les Queen Anne Stakes lors du meeting de Royal Ascot, malgré un terrain trop léger pour ses aptitudes, confirmant son statut de meilleur miler du monde. Après avoir fait l'impasse sur l'un de ses objectifs, les Sussex Stakes, à la suite d'un bilan sanguin insatisfaisant, il domine à l'arrivée du Prix Jacques Le Marois le numéro 1 des 3 ans sur le mile Poetic Flare, et le lauréat du Breeders' Cup Mile, Order of Australia. Il devient, après Miesque et Spinning World le troisième cheval à conserver son titre dans la grande épreuve deauvillaise. Ne lui reste qu'à s'emparer de la seule course qui lui a échappé l'an dernier, les Queen Elizabeth II Stakes, et la saison sera parfaite. Mais se dresse sur sa route la nouvelle terreur du mile, le 3 ans Baaeed, qui a débuté très tard sa carrière, en juin, et qui se retrouve quatre mois plus tard invaincu en cinq sorties et lauréat de groupe 1 (le Prix du Moulin de Longchamp, qu'il a survolé). Palace Pier doit donc prouver au jeune impétrant qu'il reste bien le maître du mile. Mais les jeunes ne respectent plus rien, et à l'issue d'une belle lutte, il doit s'avouer vaincu, une défaite qui a des allures de passage de témoin avec le nouveau cador du mile. Le 20 octobre 2020, l'entourage de Palace Pier annonce qu'il ne sera plus revu en compétition et se consacrera à la reproduction. Il quitte la scène avec en poche un titre de cheval d'âge de l'année en Europe.   

### Résumé de carrière
| Date         | Hippodrome  | Pays        | Course                    | Statut      | Distance    | Jockey      | Place       | Écart       | Vainqueur ou deuxième | Temps       |
| 2019, 2 ans  | 2019, 2 ans | 2019, 2 ans | 2019, 2 ans               | 2019, 2 ans | 2019, 2 ans | 2019, 2 ans | 2019, 2 ans | 2019, 2 ans | 2019, 2 ans           | 2019, 2 ans |
| ------------ | ----------- | ----------- | ------------------------- | ----------- | ----------- | ----------- | ----------- | ----------- | --------------------- | ----------- |
| 30 août      | Sandown     | Royaume-Uni | Maiden                    |             | 1 400 m     | L. Dettori  | 1er / 10    | 3 ¾         | Mascat                | 1'30"36     |
| 18 septembre | Sandown     | Royaume-Uni | Novice Stakes             |             | 1 400 m     | L. Dettori  | 1er / 8     | 4 ½         | Mars Landing          | 1'29"81     |
| 2020, 3 ans  |             |             |                           |             |             |             |             |             |                       |             |
| 6 juin       | Newcastle   | Royaume-Uni | Heed Your Hunch Handicap  | Handicap    | 1 600 m     | R. Havlin   | 1er / 7     | 3 ¼         | Acquitted             | 1'38"87     |
| 20 juin      | Ascot       | Royaume-Uni | St. James's Palace Stakes | Gr. 1       | 1 600 m     | L. Dettori  | 1er / 7     | 1           | Pinatubo              | 1'42"38     |
| 16 août      | Deauville   | France      | Prix Jacques Le Marois    | Gr. 1       | 1 600 m     | L. Dettori  | 1er / 7     | 3/4         | Alpine Star           | 1'38"06     |
| 17 octobre   | Ascot       | Royaume-Uni | Queen Elizabeth II Stakes | Gr. 1       | 1 600 m     | L. Dettori  | 3e / 14     | 3 ½         | The Revenant          | 1'45"13     |
| 2021, 4 ans  |             |             |                           |             |             |             |             |             |                       |             |
| 23 avril     | Sandown     | Royaume-Uni | Sandown Mile              | Gr. 2       | 1 600 m     | L. Dettori  | 1er / 4     | 8           | Bless Him             | 1'44"43     |
| 15 mai       | Newbury     | Royaume-Uni | Lockinge Stakes           | Gr. 1       | 1 600 m     | L. Dettori  | 1er / 11    | 1 ½         | Lady Bowthorpe        | 1'40"96     |
| 15 juin      | Ascot       | Royaume-Uni | Queen Anne Stakes         | Gr. 1       | 1 600 m     | L. Dettori  | 1er / 11    | 1 ½         | Lope Y Fernandez      | 1'39"18     |
| 15 août      | Deauville   | France      | Prix Jacques Le Marois    | Gr. 1       | 1 600 m     | L. Dettori  | 1er / 8     | enc.        | Poetic Flare          | 1'35"96     |
| 16 octobre   | Ascot       | Royaume-Uni | Queen Elizabeth II Stakes | Gr. 1       | 1 600 m     | L. Dettori  | 2e / 10     | enc.        | Baaeed                | 1'42"57     |

## Au haras
Palace Pier entame sa nouvelle carrière d'étalon à Dalham Stud, le haras anglais de Darley Stud Management, à £ 55 000 la saillie.

## Pedigree
Palace Pier appartient à la deuxième génération des produits du champion Kingman, grand miler lui aussi entraîné par John Gosden, lui aussi lauréat des St. James's Palace Stakes et du Prix Jacques Le Marois. Son prix de saillie était de £ 55 000 quand Palace Pier a été conçu. Deux ans plus tard, il avait quasiment triplé (£ 150 000), Kingman s'affirmant comme l'un des meilleurs étalons européens. Palace Pier est alors son deuxième vainqueur de groupe 1 après le champion Persian King, qu'il a battu dans le Jacques Le Marois. 
Côté maternel, sa mère Beach Frolic (qui sera vendue à Coolmore en décembre 2020 pour 2 200 000 Guinées, pleine du sprinter Blue Point), est restée inédite et a donné un autre vainqueur de groupe, Castle Way (par Almanzor), lauréat du Bahrain Trophy (Gr.3). Beach Frolic se prévaut de son frère Bonfire (par Manduro), vainqueur des Dante Stakes et troisième du Critérium International. et de sa sœur Joviality (Cape Cross), qui s'est imposé au niveau groupe 2 en Angleterre (les Windsor Forest Stakes) et a pris la troisième place des Beverly D. Stakes aux États-Unis. Elle est issue d'une souche Lagardère, puisque sa deuxième mère, Miss d'Ouilly, est la sœur de Miss Satamixa, qui gagna en son temps, elle aussi, le Prix Jacques Le Marois.

### Pedigree
| Origines de Palace Pier (GB), mâle bai né en 2017 | Origines de Palace Pier (GB), mâle bai né en 2017 | Origines de Palace Pier (GB), mâle bai né en 2017 | Origines de Palace Pier (GB), mâle bai né en 2017 |
| ------------------------------------------------- | ------------------------------------------------- | ------------------------------------------------- | ------------------------------------------------- |
| Père Kingman 2011                                 | Invincible Spirit 1997                            | Green Desert                                      | Danzig                                            |
| Père Kingman 2011                                 | Invincible Spirit 1997                            | Green Desert                                      | Foreign Courier                                   |
| Père Kingman 2011                                 | Invincible Spirit 1997                            | Rafha                                             | Kris                                              |
| Père Kingman 2011                                 | Invincible Spirit 1997                            | Rafha                                             | Eljazzi                                           |
| Père Kingman 2011                                 | Zenda 1999                                        | Zamindar                                          | Gone West                                         |
| Père Kingman 2011                                 | Zenda 1999                                        | Zamindar                                          | Zaizafon                                          |
| Père Kingman 2011                                 | Zenda 1999                                        | Hope                                              | Dancing Brave                                     |
| Père Kingman 2011                                 | Zenda 1999                                        | Hope                                              | Bahamian                                          |
| Mère Beach Frolic 2011                            | Nayef 1998                                        | Gulch                                             | Mr Prospector                                     |
| Mère Beach Frolic 2011                            | Nayef 1998                                        | Gulch                                             | Jameela                                           |
| Mère Beach Frolic 2011                            | Nayef 1998                                        | Height of Fashion                                 | Bustino                                           |
| Mère Beach Frolic 2011                            | Nayef 1998                                        | Height of Fashion                                 | Highclere                                         |
| Mère Beach Frolic 2011                            | Night Frolic 2001                                 | Night Shift                                       | Northern Dancer                                   |
| Mère Beach Frolic 2011                            | Night Frolic 2001                                 | Night Shift                                       | Ciboulette                                        |
| Mère Beach Frolic 2011                            | Night Frolic 2001                                 | Miss d'Ouilly                                     | Bikala                                            |
| Mère Beach Frolic 2011                            | Night Frolic 2001                                 | Miss d'Ouilly                                     | Miss Satin (Famille 4-n)                          |